# Estàtua de la deessa Narundi
L'Estàtua de la deessa Narundi, és una escultura que data de l'any 2100 aC., de l'època de l'Imperi elamita, en fārsi: تمدن عیلام situat a l'est de Sumer i Accad, a l'actual sud-oest de l'Iran. Els elamites deien el seu país Haltamti (en elamita tardà: Atamti), del qual els seus veïns accadis van adaptar com Elam. L'alt Elam va ser posteriorment més identificat per la seva capital, Susa, i geògrafs posteriors a Ptolemeu la van nomenar Susiana. El nom d'Elam en persa antic va ser Hujiyā; el qual sobreviu en el nom de la província Khuzestan, la qual junt amb Fars contenen les restes de l'antic regne d'Elam.
L'estàtua s'exposa al Museu del Louvre, de París, (França).

## Troballa i història
L'escultura va ser trobada en dues èpoques, primer va ser descobert el cap l'any 1904 per Jacques de Morgan, i la resta del cos el 1907, a la part sud del Temple de Ninhursag, situat en Susa o (Shushan), antiga capital de l'imperi elamita, situada a uns 240 km a l'est del riu Tigris, al sud-oest de l'actual Iran. Avui dia, de l'antiga ciutat només queda un gran camp de ruïnes, encara que existeix una ciutat a la rodalia que deriva del seu nom, (Shush).

## Descripció
L'escultura té dues inscripcions, una en llengua elamita amb el nom de la deessa Narundi i una altra en llengua accadi, que descriu el donant de la figura, Kutik-Inshushinnak o Puzur-Inshushinak, últim rei de la dinastia elamita d'Awan, successor del rei Khita, era possiblement el seu nebot. És el rei més conegut de la dinastia, gràcies a les inscripcions que va deixar. Va ser governador de Susa, abans d'accedir al tron, en el qual es va mantenir entre els anys 2240-2220 aC.
- Material: pedra calcària.
- Alçada: 1,09 metres.
- Amplada: 0,47 metres.